# Vilafranca del Penedès
Vilafranca del Penedès (in spagnolo Villafranca del Panadés) è un comune spagnolo di 37 364 abitanti situato nella comunità autonoma della Catalogna, e capoluogo della comarca dell'Alt Penedès.
Sviluppatasi attorno all'XI secolo, vi morì Pietro III (1240 - 1285) re di Aragona, Catalogna e Sicilia. La città è al centro di un'importante zona vinicola, celebre per la produzione di un tipico spumante (il cava), la cui produzione iniziò a svilupparsi nella seconda metà del XIX secolo. A Vilafranca del Penedès si può visitare un Museo del vino, dove si può ammirare anche un torchio in pietra di epoca romana.
La sua economia oltre che sull'agricoltura si basa sul commercio e su diverse imprese agroindustriali.

## Storia
Il comune ha inizio nell'XI secolo quando, distrutta la fortezza di Olerdola, gli abitanti scesero al piano e fondarono un nuovo borgo che crebbe perché fu centro di un fiorente mercato e di fiere ed era attraversato dalle spedizioni dirette a combattere i saraceni alla fine del XII secolo. Nel secolo XIV il borgo fu cinto da mura che vennero abbattute nel XIX secolo per permettere l'espansione del nucleo abitato.
La cittadina occupa un importante nodo di comunicazione dove già all'epoca romana passava la Via Augusta utilizzata ancora fino a quando fu costruita nel XX secolo l'autostrada.
È patria della religiosa María Rafols Bruna (1781-1853), fondatrice delle Suore della Carità di Sant'Anna.

## Monumenti
- Palau dels contes Reis di origine romanica del XII secolo trasformato in forme gotiche nei secoli dal XIV al XVI contiene un vastissimo museo diviso in sei sezioni: il Museo delle culture del vino della Catalogna dove si racconta la storia del vino dall'epoca romana ai nostri giorni, il Museu d'Art con quadri di varie epoche e ceramiche dei secoli XVIII e XIX, il Museu de Villafranca, il Museu de geologia e la Colleció ornitologica
- Casa consistorial dei secoli XVII-XVIII.
- Palacio de Bobadella della fine del secolo XVII e degli inizi del XVIII.
- Palacio del conde Rodezno del XVIII secolo.
- Palacio Maciá del XV secolo.
- Convento de N.tra S.ra del Carmen del XVIII secolo.
- Basilica de Santa Maria del XII secolo.
- Capilla de San Joan romanico-gotica del 1307 con volta in legno.
- Sant Francesc chiesa del XIII secolo. Il convento di cui faceva parte è oggi un ospedale.
- Ermita de la Virgen del Portal santuario XII secolo.
- Ermita de San Pedro riedificata nel XVI secolo.
- Ermita El Castellar costruita sui resti di un castello nel 1470, anche la torre è del XV secolo.
- Parroquia de Santa Eufemia del XV secolo.

## Dintorni
A 4 km Olerdola paese fortificato con mura ciclopiche del II secolo d.C., che furono al centro dei combattimenti fra Cristiani e Musulmani,  e con la chiesa di San Miguel protoromanica rifatta nel XII secolo.
A 6 km Balsa del Morante grande bacino artificiale.
A 11 km Sant Martí Sarroca con una chiesa del secolo XI in cui si fondono elementi di architettura araba, bizantina e romanico-lombarda.

## Feste
Carnavales con cortei di maschere e di carri carnevaleschi.
Fiesta de la Juventud dalla fine di aprile al 1º maggio con varie manifestazioni fra cui la Feria de Artesania.
Fiestas de San Pedro "Calequiero"  è una romeria (pellegrinaggio con festa pomeridiana)  a 2 km dalla città alla ermita de san Pedro alla fine di aprile.
Fiestas de San Pedro " Natillero" , altra romeria il 9 maggio alla stessa ermita.
Fiestas patronales dal 15 al 24 settembre con attività varie in giorni diversi nei quartieri della città e nelle frazioni del comune.
Nuestra Seņora de los milagros festa del 5 agosto.
Fiesta Mayor dal 29 agosto al 2 settembre, dichiarata di interesse turistico nazionale (30 agosto dimostrazione di Castellers). 
Virgen del Portal festa dell'8 settembre.

## Amministrazione

### Gemellaggi
- Melzo